# Station Ribeauvillé
Station Ribeauvillé is een spoorwegstation in de Franse gemeente Guémar. Het station staat in het gehucht Ribeauvillé-Gare, tegen de grens met buurgemeente Ribeauvillé.